# Tiffany Darwish
Tiffany Renee Darwish (artistnamn Tiffany), född 2 oktober 1971 i Norwalk, Kalifornien, är en amerikansk sångerska som främst är känd för covern "I Think We're Alone Now" från 1987 och låten "Could've Been" från 1988.

## Diskografi
Studioalbum
- Tiffany (1987)
- Hold an Old Friend's Hand (1988)
- New Inside  (1990)
- Dreams Never Die (1993)
- The Color of Silence (2000)
- Dust Off and Dance (2005)
- Just Me (2007)
- Rose Tattoo (2011)
- A Million Miles (2016)

Singlar (topp 10 på Billboard Hot 100)
- "I Think We're Alone Now" (1987) (#1)
- "Could've Been" (1987) (#1)
- "I Saw Him Standing There" (1988) (#7)
- "All This Time" (1988) (#7)